# Олишев, Василий Григорьевич
Василий Григорьевич Олишев (13 января 1905, Москва, Российская империя￼  — 25 июня 1982, там же, СССР) — советский библиотечный деятель, журналист и проректор, участник ВОВ.

## Биография
Родился в 1905 году в Москве. После окончания средней школы поступил в Институт красной профессуры, после его окончания работал в печати, а также во Всесоюзном институте журналистики. В январе 1941 года был принят на работу в ГБЛ и проработав там до июня того же года был мобилизован в армию в связи с началом ВОВ был направлен на Ленинградский фронт (265 Стрелковая дивизия 8-й Армии), но был тяжело ранен и был демобилизован в 1942 году, пролечившись несколько месяцев в госпитале. В августе 1942 года вернулся в ГБЛ и был назначен на должность начальника отдела военной литературы. Находясь в данной должности, подготовил 16 рекомендательных библиографических пособий по проблематике ВОВ. В 1943 году был избран директором ГБЛ, данную должность он занимал ровно 10 лет. В 1953 году был избран на должность проректора МГБИ, данную должность он занимал вплоть до своей смерти, одновременно с этим с 1958 по 1963 год работал в Институте марксизма-ленинизма.
Скончался в 1982 году в Москве.

## Научные работы
Основные научные работы посвящены библиотековедению.
- Считал помощь массовым библиотекам РСФСР одним из важнейших направлений деятельности ГБЛ и связывал её перспективы со становлением библиотеки как головного центра организационной и научно-методической работы.